# Neobisium bernardi gennargentui
Neobisium bernardi gennargentui es una subespecie de arácnido del orden Pseudoscorpionida de la familia Neobisiidae.

## Distribución geográfica
Se encuentra en Cerdeña (Italia).